# Broad Channel (línea Rockaway)
Broad Channel es una estación en la línea Rockaway del metro de la ciudad de Nueva York. Localizada en Noel Road y West Road en el barrio Broad Channel del borough de Queens, es servida todo el tiempo por los trenes del servicio  y todo el tiempo por el Rockaway Park Shuttle ().
La estación abrió en 1900 como una estación del Ferrocarril de Long Island en el Ramal Rockaway Beach.

## Conexiones de autobuses
- MTA Bus: Q52/Q53-SBS
- Servicio del expreso de Manhattan: QM16 y QM17

## Puntos de interés cercanos
- Jamaica Bay Unit of the Gateway National Recreation Area